# Architects & Engineers for 9/11 Truth
Architects & Engineers for 9/11 Truth (également désigné par les abréviations AE911Truth ou AE911) est une organisation d'architectes et d'ingénieurs qui défend la thèse conspirationniste selon laquelle l'effondrement des tours du World Trade Center a été causé par des explosifs préalablement installés et qui milite pour que les recherches sur les attentats du 11 septembre 2001 se poursuivent.

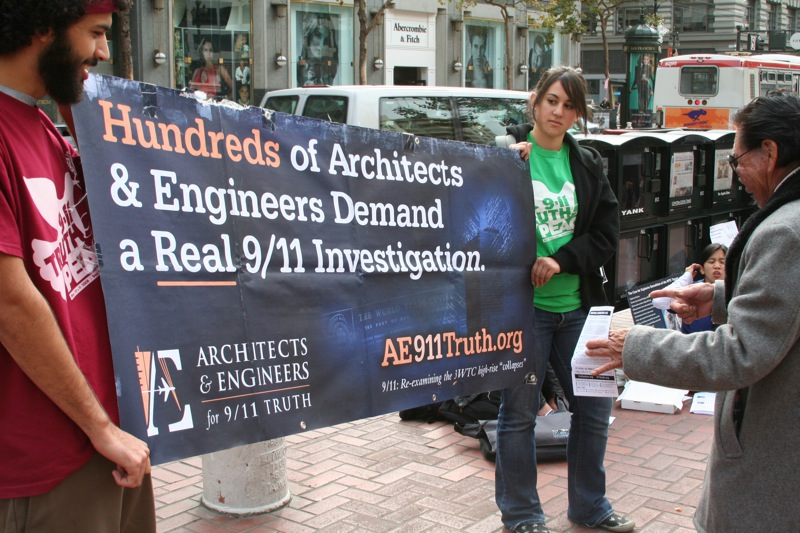
Banderole de Architects & Engineers for 9/11 Truth : « Des centaines d'architectes et ingénieurs demandent une investigation réelle du 11 septembre ».

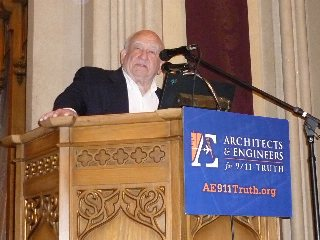
L'acteur Ed Asner s'exprimant en soutien de Richard Gage et de Architects & Engineers for 9/11 Truth à Los Angeles.

Le collectif demande au congrès des États-Unis d'ouvrir une nouvelle enquête « véritablement indépendante » sur les attentats et dit que les investigations menées par les agences du gouvernement des États-Unis n'ont pas pris en compte les « preuves massives qui existent pour une démolition contrôlée » des tours du World Trade Center.

## Activités
Richard Gage, un architecte californien, a fondé Architects & Engineers for 9/11 Truth en 2006,,, deux mois après avoir entendu à la radio une interview de David Ray Griffin où ce dernier affirme que certains propos des pompiers confirmeraient la thèse de la démolition contrôlée des tours du WTC par des explosifs,,.
L'organisation collecte des signatures pour une pétition adressée au congrès des États-Unis qui demande l'ouverture d'« une investigation vraiment indépendante » des attentats du 11 septembre 2001. En particulier, selon l'organisation, cette investigation doit inclure une recherche complète de « la possibilité que l'utilisation des matières explosives ait été la cause » de la destruction des bâtiments du World Trade Center,. Selon le site web du groupe, 2 885 architectes et ingénieurs diplômés authentifiés et 21 800 autres personnes ont signé la pétition.
AE911truth affirme avoir effectué plus de 500 présentations multimedia dans 37 pays et dans 110 villes des États-Unis, s'adressant à des audiences de 30 à 3 000 personnes. Lors de ces conférences, il insiste sur la succession d'événements qui ont conduit à la destruction des bâtiments du World Trade Center, dont des vidéos de leur effondrement et des images qui montrent des feux dans d'autres gratte-ciels. Il a fait une tournée en Europe en 2008. Gage a accordé un entretien pour un numéro de la série documentaire The Conspiracy Files produite par la BBC en coopération avec la chaîne de télévision allemande ZDF,.
Les activités de l'organisation ont été jugées « conspirationnistes » par des observateurs,, ; l'organisation elle-même se présentant comme une association à but non lucratif, « défendant seulement la recherche de la vérité, indépendamment de toute exploitation politique qui puisse en être faite »[réf. souhaitée].
Jean-Pierre Muzeau, expert consultant en Génie Civil et en construction métallique, prix « Charles Massonet Award 2014 » décerné par le European Convention for Constructional Steelwork, président de l'association pour la promotion de l'enseignement de la construction acier, auteur d'ouvrages pédagogiques, pour la promotion des nouvelles normes de construction Eurocodes, affirme, dans la revue Science et pseudo-sciences, que bien qu'ils soient parfois présentés comme des spécialistes, la plupart de ces architectes et ingénieurs n'ont pas de formation en calcul de structure, certains sont même architectes d'intérieur. De même pour les ingénieurs informaticiens, électroniciens, hydrauliciens, etc. Selon lui, il y a de quoi douter de leur crédibilité par rapport à des spécialistes de structure. Le sociologue Valery Rasplus fait le même constat sur les mots « scientifique », « ingénieur » et « architecte » qui sont « bien vagues et généraux » et ne correspondent pas forcément à des spécialistes en structure de bâtiment. Il prétend aussi qu'une minorité de scientifiques est mise en avant mais à côté de leur domaine de compétence et ont des pratiques ou des démonstrations surprenantes : « Richard Gage, architecte, pense que l'on peut modéliser l'effondrement d'un immeuble avec deux cartons ; Steven E. Jones, physicien, prétend avoir démontré le passage post-mortem de Jésus chez les Mayas, ou encore que les États-Unis ont pu provoquer le tremblement de terre d'Haïti ; Judith Wood, physicienne, pense que les tours du WTC ont été détruites par des rayons depuis l'espace ; etc. » ; etc. Judith Wood n'est pourtant pas membre de AE911truth et prétend que Richard Gage qui s'oppose à ses théories, ne tient pas compte des preuves,
Lors d'une assemblée générale de American Institute of Architects en mai 2015, Daniel Barnum un des responsables de AE911truth et 50 autres membres de l'AIA ont soumis au vote une résolution demandant une nouvelle enquête sur l'effondrement total du WTC 7. La résolution fut rejetée par une imposante majorité de 3 892 votes contre 160, réduisant le nombre de votes favorables à 4 %. Daniel Barnum avait alors déclaré que AE911Truth est « professionnel et apolitique… mais dans ce cas si on vote non alors on prend une décision politique et non pas une décision professionnelle ».
En mai 2016, la résolution 16-3 a été soumise au vote de l'assemblée générale de l'AIA et a été rejetée avec 4 176 votes contre 529,, portant ainsi le nombre de votes favorables à plus de 11 %. Une nouvelle résolution identique déposée en avril 2017 ne recueille cette fois pas plus de 4 % des suffrages, chiffre identique à celui de 2015.